# Вулиця Вішльна (Краків)
Вулиця Вішльна (пол. Ulica Wiślna) — одна з вулиць Старого міста в Кракові. Ця назва існувала вже у 1311 році. Проходить від Площі Ринку до річки Вісла. Закінчувалася брамою, названою Вісляною (Вішльною)(пол. Brama Wiślna) або Водною, демонтованою на початку XIX століття. Її природним продовженням є вулиця Звежинецька.
З сторони Площі Ринку розташований будинок мазовецьких князів, а з боку вулиці Святої Анни будинок «кривавого бурмістра» Еразма Чечотки. Розмус, або Еразм Чечотка, був «пристрасним петиціонером, надзвичайно жадібним лихварем, відданим нестримній похоті і гарячим шанувальником Венери …»— описує міський голова Юзеф Мучковський у книзі «Кривавий бурмістр— сторінка з історії міщанства Кракова у XVI столітті» виданої Бібліотекою Краківською у 1935 році. Будівля датується 1561 роком, споруджена Габріелом Слоньським і Амброзі Моросі, і кілька разів реконструювався. До Другої світової війни тут розташовувався ресторан з інтер'єрами в стилі сецесії (модерн), а на першому поверсі — кафе «Сецесія». З епохи Відродження з боку двору збереглися кам'яні деталі.
У 1409 році на розі вулиці Големб'я побудовано Бурсу Убогих, призначену для студентів. Бурсу Убогих відновив і розширив приблизно у 1462 році Ян Длугош. У другій половині XVI століття королева Анна Ягеллонка подарувала їй чималу суму — бурса стала називатися Ягеллонською. У 1786 році будівлю Бурси Убогих було призначено для Бурси Хірургів. На початку XIX століття тут були військові казарми, що призвело до значного спустошення будівлі. Влада університету через відсутність коштів на реконструкцію продала будівлю у 1838 році. Новий власник розібрав старі стіни Бурси і побудував на його місці класицистичну кам'яницю.
На вулицю виходить крило Єпископського палацу, де міститься, між іншим, редакція «Tygodnik Powszechny». Перша згадка про місце проживання тут походить з кінця XIV століття. У середині XVII століття будинок був ґрунтовно розбудований. Розширення пов'язане з єпископом Петром Гембіцьким (роки правління 1642–1657). Будівля раннього бароко була побудована на неправильному чотирикутному плані, зосередженому навколо двору. Збереглася більшість старих архітектурних елементів. Як наслідок повстала монументальна будівля з широким південним фасадом оточеними у кутах бельведерами. Функцію входу виконував вхідний портал з вул. Вішльна. З того періоду походить, між іншим, поточний портал входу з вул. Францисканської. 

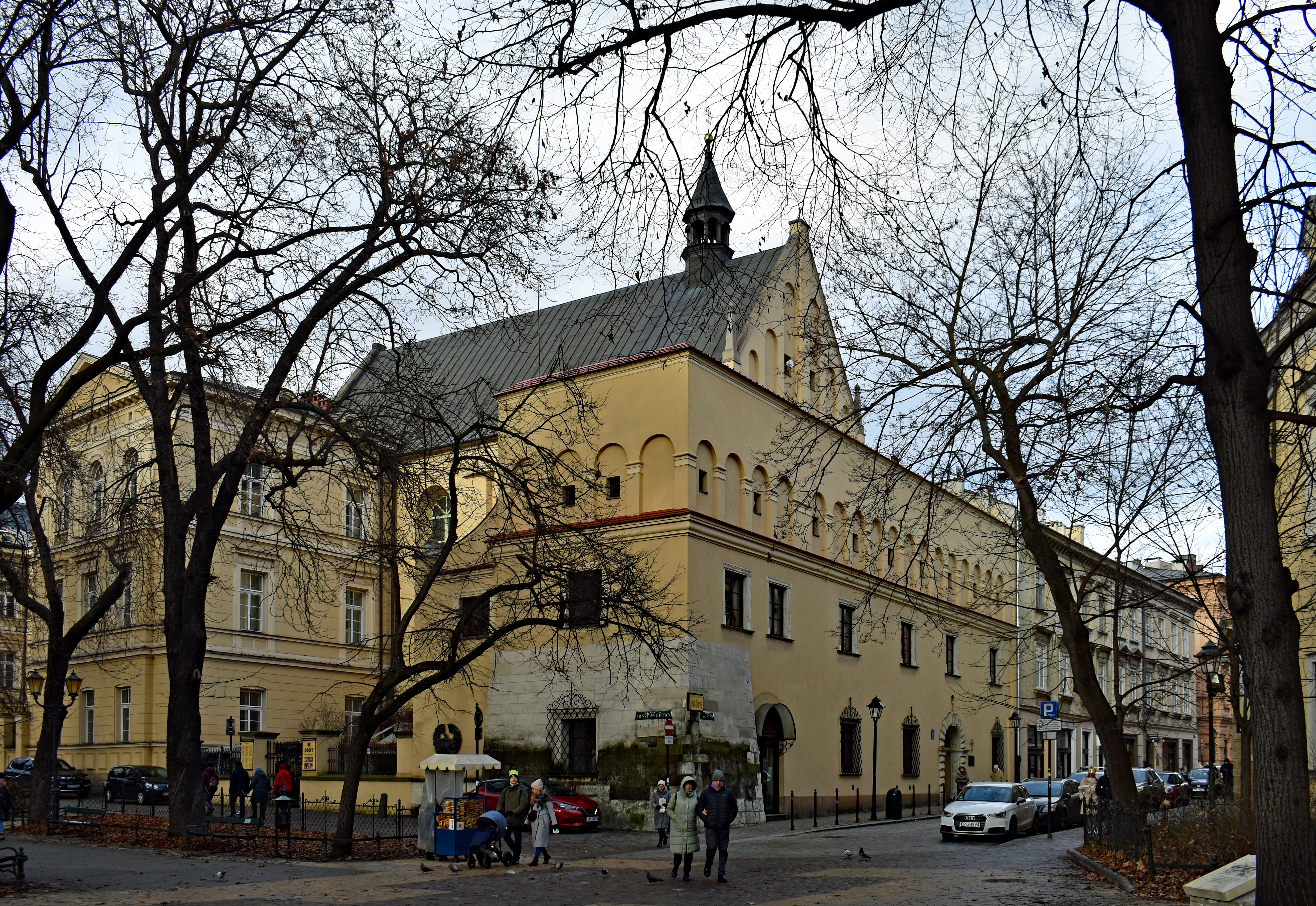
Церква Воздвиження Святого Хреста
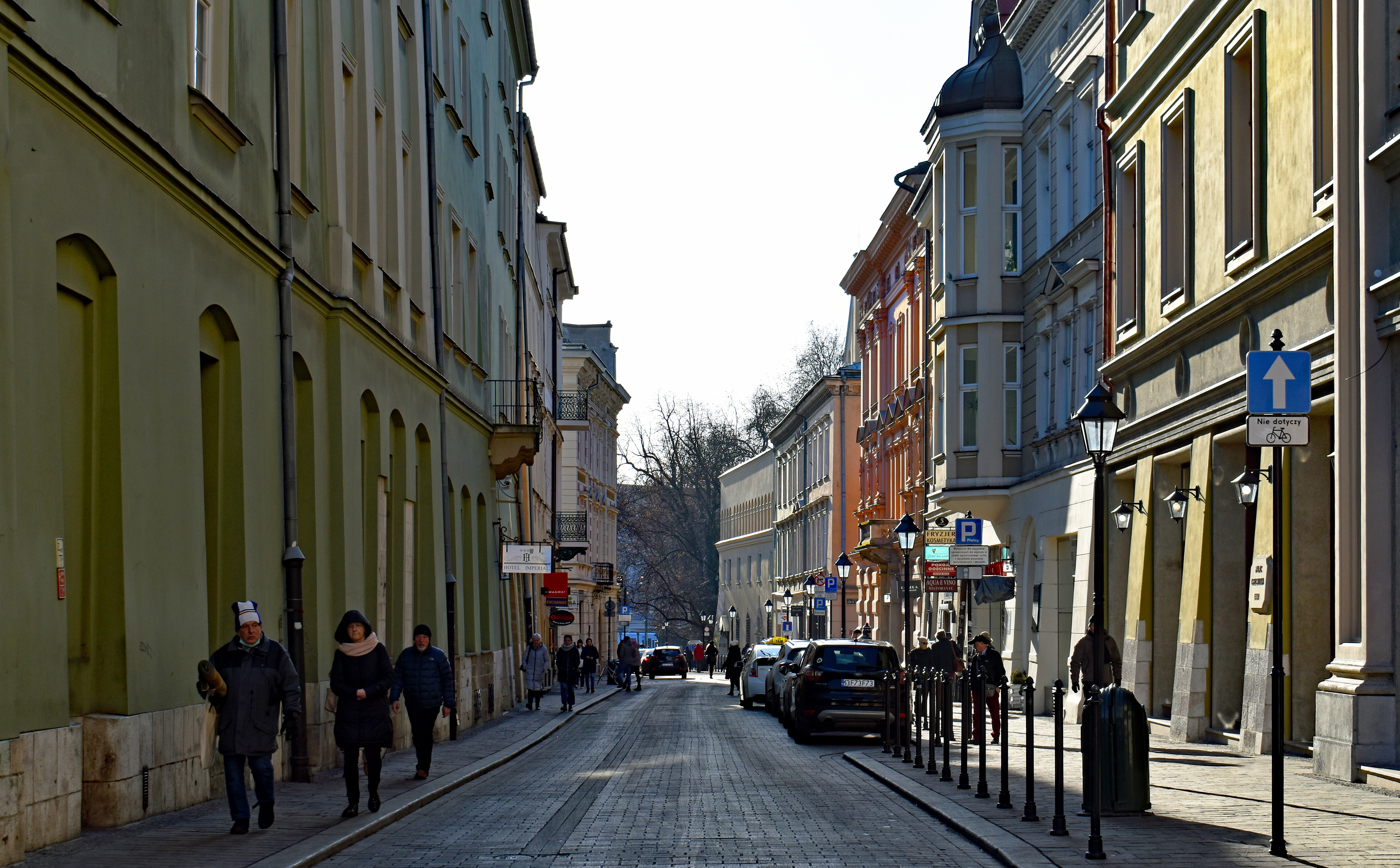
Вулиця Вішльна з сторони Площи Ринку
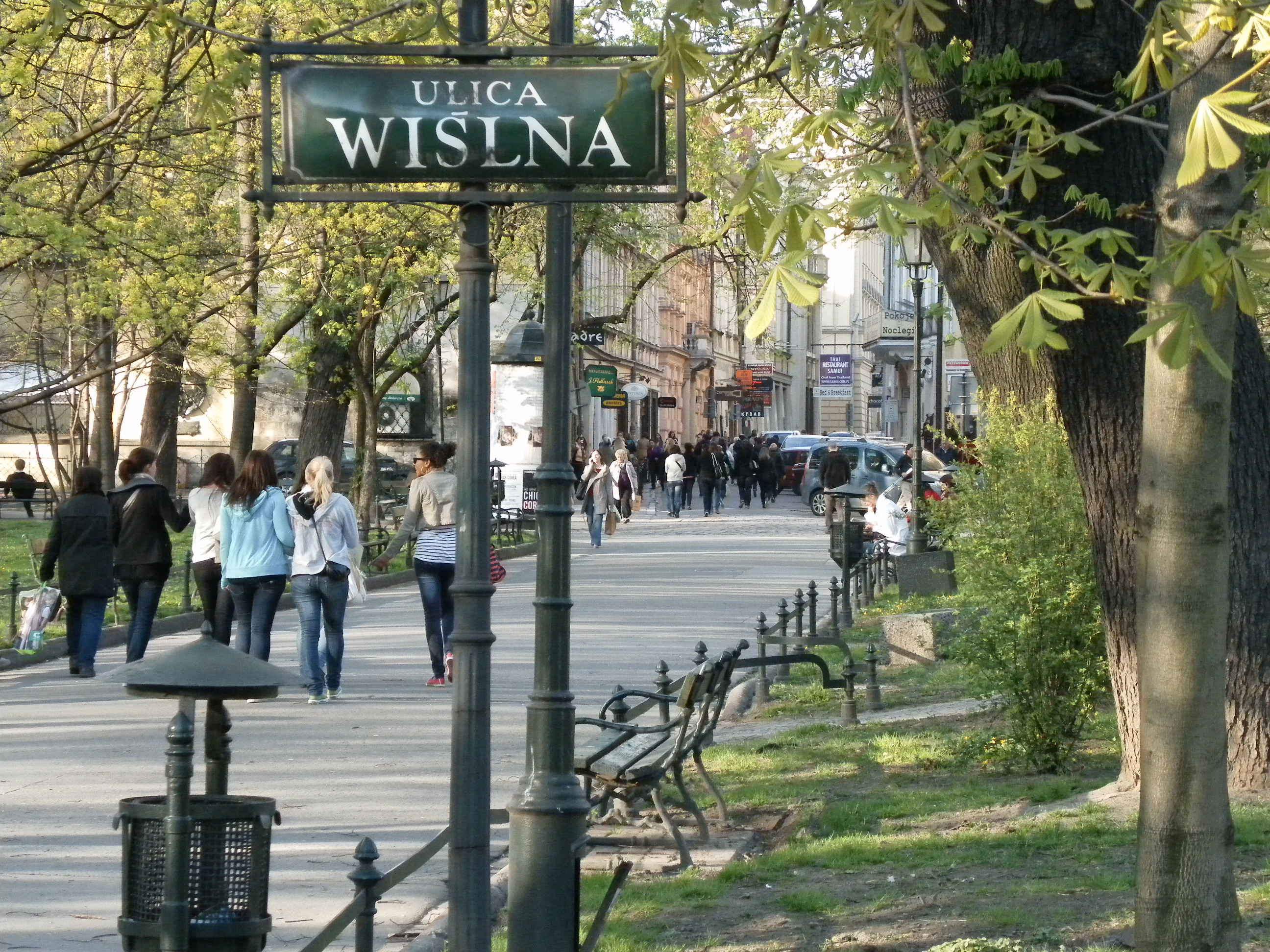
Вулиця Вішльна, вид з сторони Плантів
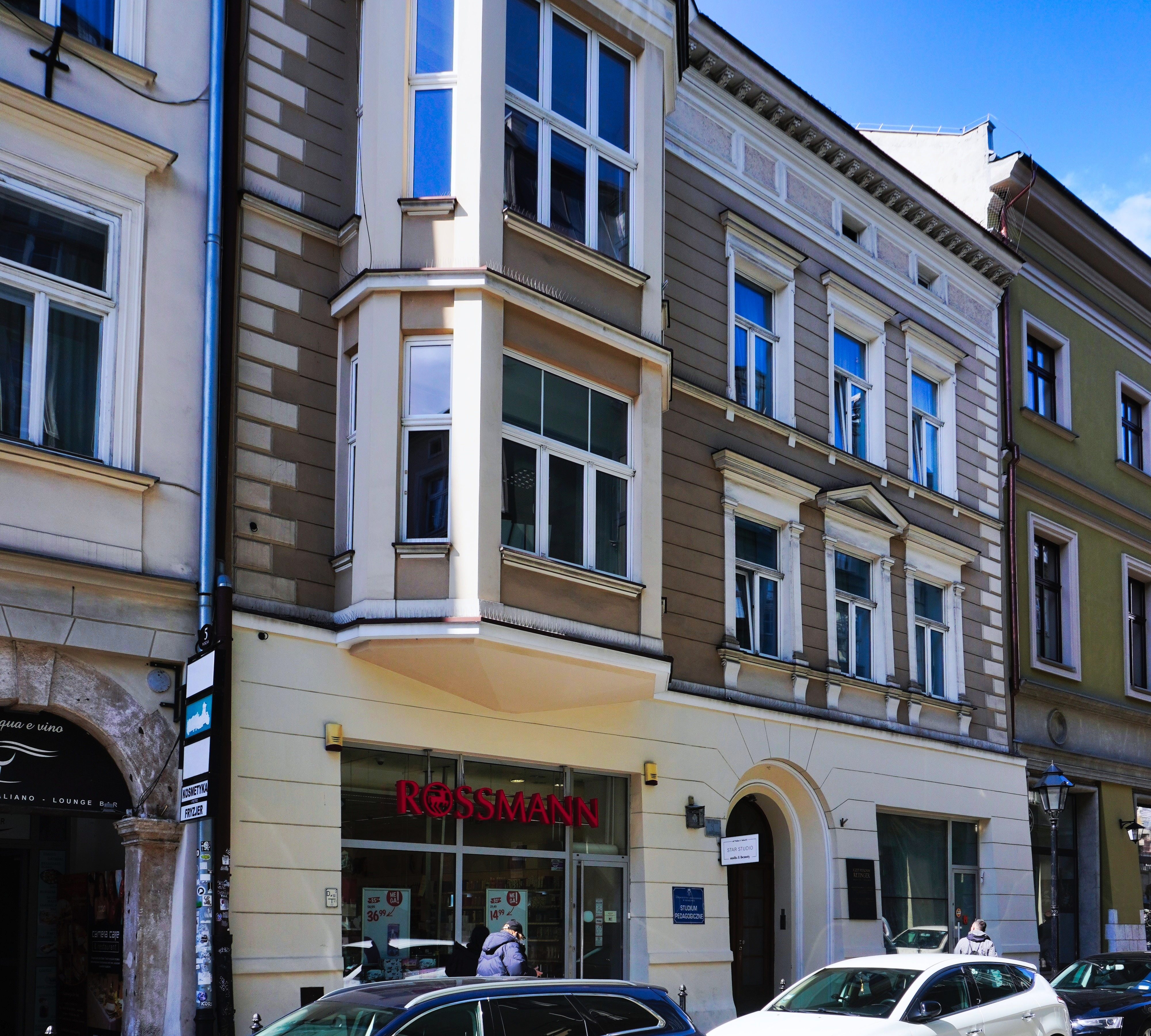
Вулиця Вішльна 3 Кам'яниця
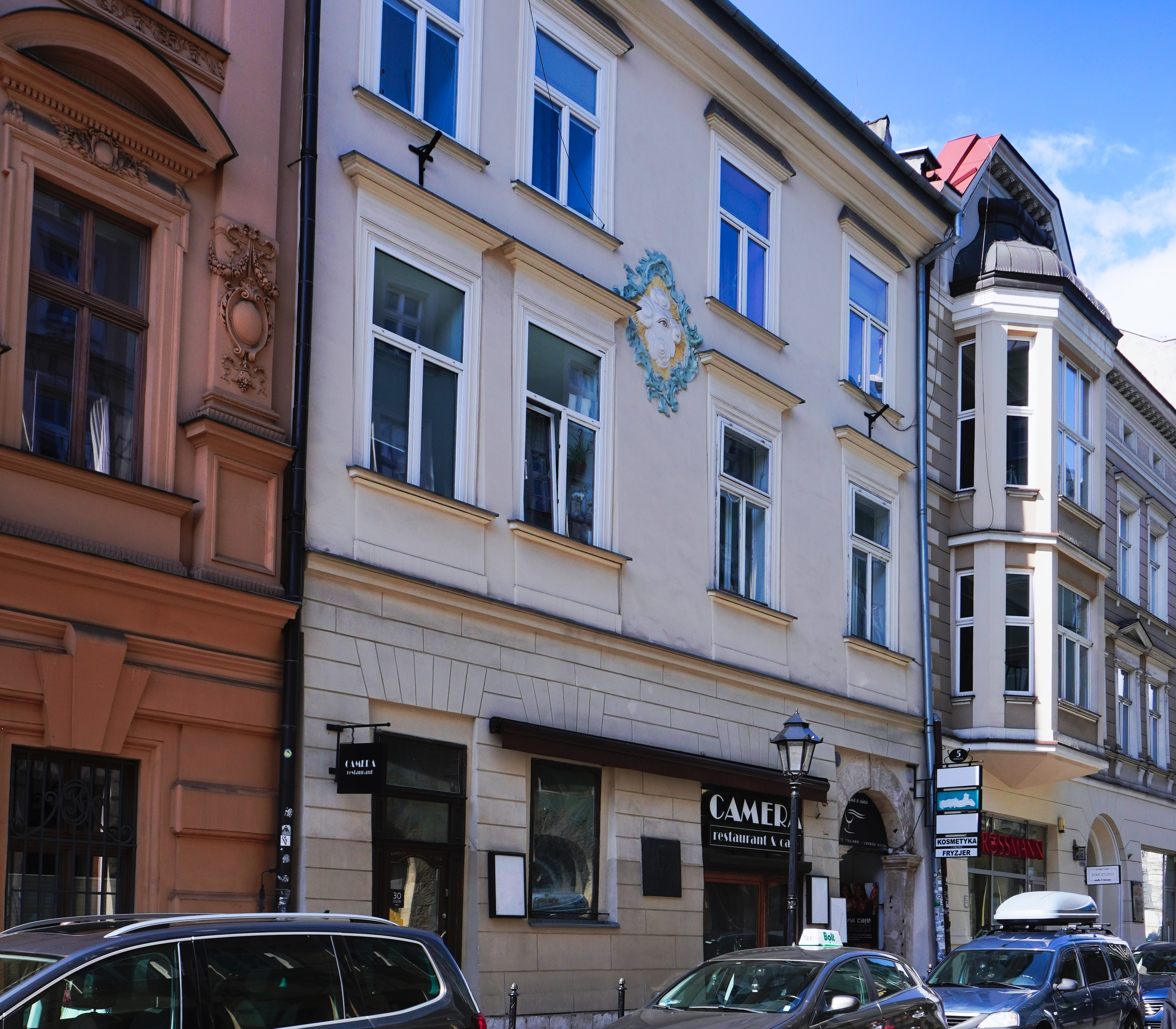
Вулиця Вішльна 5 Історична Кам'яниця
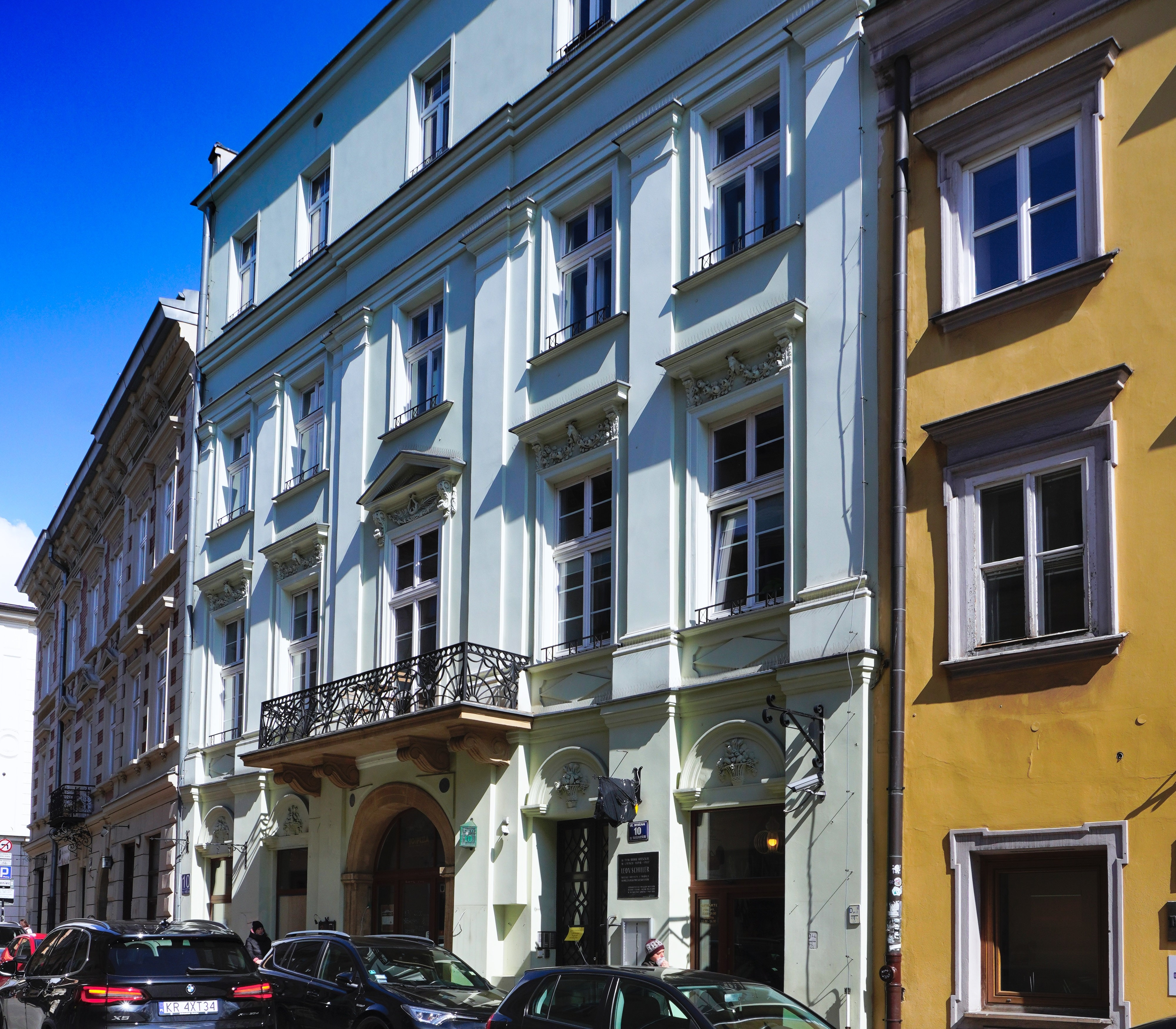
Вулиця Вішльна 10 Історична Кам'яниця

## Див.також
- Церква святого Норберта (Краків)
- Парк Планти (Краків)
- Площа Ринок (Краків)